# Аркус котангенс хиперболични
Аркус котангенс хиперболични је монотоно опадајућа функција, чији домен лежи у (-∞,-1) и (1,∞), а кодомен у (-∞,∞). Дефинише се као:
{\displaystyle \operatorname {arcctgh} \;x=\operatorname {ctgh} ^{-1}x={\frac {1}{2}}\left(\log(1+{\frac {1}{x}})-\log(1-{\frac {1}{x}})\right),\;\;x\neq 0}
{\displaystyle \operatorname {arcctgh} \;0={\frac {i\pi }{2}}}
Функција има прекид на , асимптоте су јој y=0 и x=±1, а нула нема.